# Schutzstaffel
Schutzstaffel (njemački „Zaštitni odjel”), ili skraćeno SS, bila je jedna od glavnih nacističkih organizacija. SS je iz male paravojne jedinice izrastao u veliku organizaciju koja je imala milijune pripadnika. U početku je SS služio kao pretorijanska garda Hitleru. S vremenom SS će dobiti i svoju oružanu granu pod nazivom Waffen SS, koja će biti elitni dio njemačkih Oružanih snaga. Izgrađen na nacističkoj ideologiji i vođen od strane Himmlera, SS je odgovoran za mnoge zločine protiv čovječnosti koji su se dogodili za vrijeme nacionalsocijalizma i Drugoga svjetskog rata.  
Sturmabteilung (Jurišni odred, skraćeno SA) Ernsta Röhma bio je prijetnja Hitlerovome usponu na vlast zbog svoje suviše socijalističke politike. Pošto je SS davao više odanosti Hitleru, u budućnosti će se uzdići iznad SA-a, točnije nakon početka Noći dugih noževa. Himmlerov SS stvarao je elitne policijske i vojne jedinice kao Gestapo i Waffen SS, koji su Hitleru koristili kao vojska koja vrši nacističku politiku. Tijekom Drugog svjetskog rata, SS jedinice djelovale su uz regularnu njemačku vojsku Wehrmacht, a u završnom razdoblju rata, SS je počeo dominirati nad Wehrmachtom uklanjajući Hitlerove neprijatelje, iako je rat bio izgubljen. 
Na Nürnberškom procesu SS je proglašen zločinačkim i optužen je za provođenje masovnih likvidacija i kao glavni nositelj Holokausta. Sljedeći svoju rasnu politiku, SS je vršio likvidacije Židova, preseljavanja u geta, preseljavanja u koncentracijske logore, paljenje i oduzimanje imovine itd.
Rješavajući tako Konačno pitanje SS je odgovoran za smrt preko 12 milijuna ljudi. Većina žrtava bili su Židovi i Slaveni ali i druge rasne i etničke skupine, kao što su Romi. Osim navedenih, SS je provodio likvidacije i nad osobama s tjelesnim i duševnim poremećajima, homoseksualcima kao i političkim neprijateljima. Skupine koje su religijski, ideološki ili politički bile usmjerene protiv nacističkog režima također su snosile posljedice, a među njima su Jehovini svjedoci, masoni, komunisti i ostali. 
Pred sam kraj rata, velik broj SS-ovaca napušta Europu i bježi štakorskim kanalima uglavnom u južnoameričke zemlje. Postoji teorija da je te bjegove omogućavala organizacija pod nazivom ODESSA, akronim od njemačkog izraza Organisation der ehemaligen SS-Angehörigen. Mnogi drugi su bili uhvaćeni i procesuirani na Nürnberškom procesu za ratne zločine, a neki SS-ovci su bili suđeni u ostalim zemljama koje su u ratu sudjelovale kao Saveznici.

## Pozadina
SS je od maloga sastava rastao do najmoćnije organizacije u državi. U početku je bio pretorijanska straža Führeru, zaštitni odjel Nacionalsocijalističke stranke, a kasnije je imao skoro milijun pripadnika (iz svijeta politike i policije), a imao je velik utjecaj u državi, kao i Wehrmacht, regularna vojska Trećeg Reicha.
Prema izjavama na Nurnberškom procesu, kao i prema bezbroj istraga za ratne zločine i bezbroj suđenja u proteklih šezdeset godina, SS je bio odgovoran za veliku većinu ratnih zločina Trećeg Reicha; SS je bio vodeća organizacija koja je vodila Holokaust. Kao dio rasne politike, SS je vodio čišćenje židovskog stanovništva s osvojenih zemalja, plijeneći njihovu imovinu i deportirajući ih u koncentracijske logore gdje bi robovali ili bili odmah ubijeni.
Nastao iz male organizacije zvane Sturmabteilung („Udarni odred”, skraćeno SA), SS je rastao u veličini i moći i kako je bio odan Hitleru širio se na račun SA, koji je, kao polunezavisna organizacija, bio prijetnja Hitlerovom usponu i njegovoj hegemoniji u stranci. Pod Himmlerovim vodstvo, SS je primao članove prema rasnoj politici. Stvarajući elitne policijske i vojne jedinice, kao što je Waffen SS, Hitler je htio stvoriti red arijevskih, rasno čistih, s ciljem da pokaže Nijemcima i drugim nacionalnim skupinama model nacionalsocijalističke vizije natčovjeka. Tijekom Drugog svjetskog rata SS se borio uz bok Wehrmachtu, regularnoj vojsci Njemačke. Pred kraj rata SS je dominirao Wehrmachtom zbog uklanjanja prijetnji Hitlerovoj vlasti i postavljao mu svoju strategiju, unatoč problemima s kojima se Njemačka sučeljavala.
S ciljem da ostvari „Konačno rješenje” za Židove i druge niže rase (pa i političke neprijatelje), SS je počinio ubojstva, mučenja i dao u ropstvo oko 12 milijuna ljudi. Najveće žrtve bili su Židovi, Poljaci i drugi Slaveni, no osim njih, žrtve su bili i drugi niži narodi, među njima najbrojniji su Romi, koji su bili značajan postotak žrtava. Nadalje, SS je smatrao prijetnjom sve one koji se nisu uklapali u rasnu politiku Reicha i sve koji su bili prijetnja nacionalsocijalističkoj ideologiji, među kojima su mentalno onesposobljeni, hendikepirani, homoseksualci i politički neprijatelji. Pripadnici radničkih organizacija i oni koji su bili dijelom neke skupine (vjerske, političke, društvene itd.) koja se opirala režimu ili je imala stavove koji se nisu podudarali s ideologijom nacionalsocijalizma, hvatani su u velikom broju; među njima i pripadnici raznih vjera, Jehovini svjedoci, masoni, komunisti i drugi.
Videći da se bliži kraj rata, mnogi su SS-ovci pobjegli u južnoameričke zemlje. Postoji vjerovanje da je ove bjegove omogućila organizacija poznata kao ODESSA, skraćenica od njemačkog Organisation der ehemaligen SS-Angehörigen, koje se prevode kao Organizacija bivših pripadnika SS-a. Mnoge druge SS-ovce sudile su Savezničke okupacijske snage za ratne zločine, među kojima je najpoznatije suđenje u Nurnbergu, a SS-ovci su bili meta i policija i drugih zemalja Austrije, Istočne Njemačke, Jugoslavije itd., gdje su također bili procesuirani.
Nacisti su SS smatrali elitom, što i jest bio, stranačka „pretorijanska straža”, a svi pripadnici SS-a bili su izabrani na principima rasne politike i odanosti Hitleru. U ranim danima SS-a, kandidati za časnike morali su dokazati njemačko porijeklo od 1750. Morali su dokazati i to da nemaju židovskih predaka. Kasnije u ratu ta je regulacija dokazivanja čistoće odbačena.
Kao kontrast crnim uniformama Allgemeine SS-a (politička grana SS-a), Waffen-SS (vojna grana) postao je druga njemačka vojska uz Wehrmacht (regularna vojska) i djelovao je zajedno s njom; uglavnom s Heerom (kopnena vojska).

### Posebni činovi i uniforme
Pripadnici SS-a razlikovali su se od pripadnika drugih grana Njemačke vojske po svom sustavu činova, obilježjima i uniformama. Crne uniforme SS-a dizajnirao je SS-Oberführer, prof. Karl Diebitsch i grafički dizajner, SS-Sturmhauptführer Walter Heck. Ove crne uniforme su se rijetko nosile nakon što je počeo rat, a Himmler je naredio da se predaju u korist drugih članova. Crne uniforme poslane su na Istok, gdje su ih nosili policijski pomoćnici, te na zapad gdje su ih nosili kao npr. u Nizozemskoj i Danskoj. Umjesto crnih uniforma, SS-ovci (većina) nosili su SS-ovske golublje sive uniforme, kao Heer, s istim oznakama činova na ramenima. Uniforme su radile storine kompanija kao što su RZM, Hugo Boss; a radili su ih i zatvorenici osuđeni na prisilni rad, mnogi od njih iz koncentracijskih logora. SS je također razvijao svoje vlastite terenske uniforme. U početku su bile slične Wehrmachtovim uniformama, no kasnije SS radi šljemove sa svojim obilježjem i kamuflažne uniforme zelena/smeđa (proljeće) i smeđa/smeđa (jesen). U 1944. godini Waffen SS je zamijenio sive uniforme kamuflažnima.

### Spajanje s policijskim snagama
Kako je Nacionalsocijalistička stranka upravljala Njemačkom, glavne Vladine funkcije, kao policija, spale su pod upravu SS-a, dok su mnoge organizacije unutar SS-a postale i državne agencije. Da bi očuvao sigurnost Nacionalsocijalističke stranke, kasnije i države i svoju moć u državi, SS osnovao je Sicherheitsdienst ( „Sigurnosna služba”, skraćeno SD) i preuzeo Gestapo (tajna policija), Krimpo (istražiteljska policija) i Orpo (regularna uniformirana policija). Pravna jurisdikcija koju su držali civili, preuzeo je također SS. Tim akcijama, SS je stavljen iznad zakona.

### Osobno Himmlerovo upravljanje
Himmler, vođa SS-a, je bio glavni arhitekt za konačno rješenje. Einsatztruppenovi mrtvački odjeli, koje su sastavili Himmlerovi zamjenici, Heydricha, ubili su mnogo nepodobnih civila, većinom Židova, u zemljama koje je Njemačka okupirala tijekom Drugog svjetskog rata. Himmler je odgovran za organiziranje koncentracijskih logora, masovne likvidacije, neljudsko ponašanje, prisilan prekovremeni rad, ubijanje plinom itd. Nakon rata SS je okrivljen za rasnu politiku i genocid.

## Einsatzgruppen
Einsatzgruppen su bili pravojna formacija SS-a, vod smrti, odgovorni za masovna ubojstva Židova, ali i znatan broj drugih populacijskih grupa koji su bili nepoželjni za nacistički režim. Einsatzgruppen je djelovala diljem teritorija koje su okupirale njemačke snage nakon invazije na Poljsku u rujnu 1939., i kasnije, Sovjetskog saveza 22. lipnja 1941. godine. Einsatzgruppen je obavljala operacije od ubijanja nekolicine ljudi, do masakara koji su trajali danima, kao npr. masakar na Babi Yar (33.771 ubijenih u dva dana) i Rumbuli (25.000 ubijenih u dva dana). Einsatzgruppen su bili odgovorni za umorstva preko 1,000,000 ljudi, te su bili prva nacistička organizacija koja je uvela organizirano masovno ubijanje Židova. Einsatzgruppen su obično pratili Wehrmacht, marširajući u velike gradove gdje je živio veliki broj Židova. Kad bi ušli u grad, zahtijevali su da se Židovski i ne-Židovski komunisti prijave za deportaciju iz grada.

## Činovi
Vojnički činovi
- Bewerber
- Anwärter
- Schütze
- Oberschütze
- Sturmmann
- Rottenführer

Dočasnički činovi
- Unterscharführer
- Scharführer
- Oberscharführer
- Hauptscharführer
- Sturmscharführer

Časnički činovi
- Untersturmführer - poručnik
- Obersturmführer - natporučnik
- Hauptsturmführer - satnik
- Sturmbannführer - bojnik
- Obersturmbannführer - potpukovnik
- Standartenführer - pukovnik

Generalski činovi
- Oberführer
- Brigadeführer - general bojnik
- Gruppenführer - general poručnik
- Obergruppenführer - general
- Oberstgruppenführer - general pukovnik
- Reichsführer-SS - general feldmaršal